# A. M. Homes
Amy Michael Homes (dite A. M. Homes), née le 18 décembre 1961 à Washington DC, est une écrivaine, scénariste et productrice américaine.

## Biographie
Figure de la vie littéraire new-yorkaise, Amy M. Homes s'investit sur tous les fronts de la scène culturelle en tant qu'écrivain, productrice, journaliste et responsables de différentes organisations littéraires et artistiques. Remarquée dès son premier roman, Jack, paru en 1989, elle évoque déjà ses thèmes de prédilection : l'identité et la sexualité. Dans son récit autobiographique Le Sens de la famille, elle explore ce sujet avec encore plus de profondeur alors qu'elle raconte sa vie d'enfant issu de l'adoption et sa rencontre, à l'âge de 31 ans, avec ses parents biologiques. Provocatrice lorsqu'il s'agit de s'attaquer au rêve américain dans Ce livre va vous sauver la vie, l'auteur s'engage également en tant que scénariste et productrice de la série The L Word, qui évoque l'homosexualité féminine. Écrivain originale et engagée, A. M. Homes a su séduire un large public et voit son œuvre traduite en dix-huit langues à travers le monde.
En 2013, son roman May We Be Forgiven est distingué par le Women's Prize for Fiction, l'un des plus prestigieux prix littéraires britanniques, qui récompense le meilleur roman en langue anglaise écrit par une femme et publié au cours de l'année écoulée en Grande-Bretagne.
La même année, Homes est nommée co-présidente avec Susan Unterberg de Yaddo, où elle a été en résidence.